# Johanna Gabillon
Johanna Gabillon, geborene Johanna von Zahlhaas, (* 1. Juli 1818 in Leipzig; † 5. März 1875 in Oldenburg) war eine österreichisch-deutsche Schauspielerin.

## Leben
Johanna war eine Tochter des Musikers Johann Baptist von Zahlhaas und bekam ihren ersten künstlerischen Unterricht durch ihren Vater. Bereits 1834 konnte sie am Theater Leipzig erfolgreich debütieren. Sie blieb dort bis Sommer 1835 und ging dann nach Berlin ans Königsstädtische Theater.
Nach fünf Jahren wurde sie von Julius Mosen, dem Intendanten des Großherzoglichen Hoftheaters in Oldenburg (Oldb.), engagiert. Dort trat sie am 10. November 1840 erstmals auf und war als „Maria Stuart“ zu sehen. Am 14. Juni 1847 heiratete sie ihren Kollegen Ludwig Gabillon. Aus der Verbindung ging ein Sohn hervor. Die Ehe war nur von kurzer Dauer und wurde bereits 1852 wieder geschieden.
1865 konnte Gabillon mit 47 Jahren ihr 25-jähriges Bühnenjubiläum feiern und nahm dies zum Anlass ihres offiziellen Abschieds von der Bühne. In den folgenden Jahren übernahm sie noch die eine oder andere Rolle und zog sich 1867 endgültig ins Privatleben zurück. Am 5. März 1875 starb sie mit 56 Jahren nach wochenlangem Leiden in Oldenburg, wo sie auch ihre letzte Ruhestätte fand.

## Rollen (Auswahl)
- Mariua Stuart – Maria Stuart (Friedrich Schiller)
- Oberförsterin – Die Jäger (August Wilhelm Iffland)